# Egybolis
Egybolis is een geslacht van nachtvlinders uit de familie spinneruilen (Erebidae).

## Soorten
- Egybolis cameroona
- Egybolis dohertyi
- Egybolis formosa
- Egybolis natalii
- Egybolis vaillantiana
- Egybolis vaillantina - (Stoll, 1790)
- Egybolis vittatula